# Mosesfontänen
Mosesfontänen, italienska Fontana dell'Acqua Felice, är en fontän vid Piazza di San Bernardo på Quirinalen i Rom. Fontänen utgör slutpunkten på vattenledningen Acqua Felice, uppkallad efter påven Sixtus V, som hette Felice i förnamn. Här ser man Mose slå vatten ur klippan.
Mosesfontänen ritades av Domenico Fontana och uppfördes 1585–1587. Mosesskulpturen påbörjades av Prospero Antichi (kallad Il Bresciano) och slutfördes av Leonardo Sormani.